# اویگن زیگ
اویگن زیگ (انگلیسی: Eugen Sigg؛ ۱۸۹۸ – ۱۹۷۴) قایقران روئینگ اهل سوئیس بود.
وی در مسابقات کشوری و بین‌المللی در مجموع برندهٔ ۳ مدال طلا، ۱ مدال برنز شده‌است.